# Залив Славы
Зали́в Сла́вы (лат. Sinus Honoris) — лунный залив в западной части Моря Спокойствия.
Селенографические координаты 11°43′ с. ш. 17°52′ в. д. / 11,72° с. ш. 17,87° в. д., диаметр около 112 км.